# 德穆楚克栋鲁普

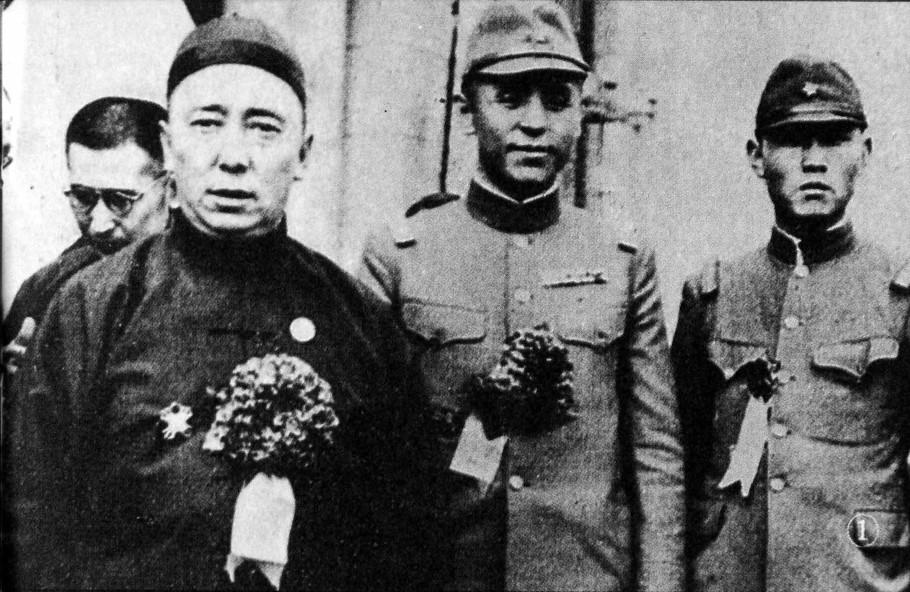
德王（左）、李守信（中）和日军军官

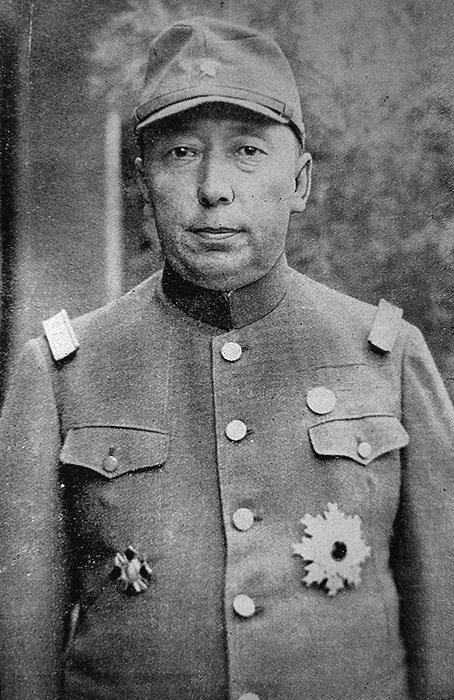
身著蒙疆陸軍軍裝的德王

德穆楚克栋鲁普（發音：[tɪmt͡ʃʰəktɔŋrəw]；1902年2月8日—1966年5月23日），人称德王（Дэ ван），字希賢。內札薩克蒙古錫林郭勒盟蘇尼特右翼旗人，苏尼特扎萨克杜棱郡王，曾任锡林郭勒盟盟长。他長期領導內蒙古自治和獨立運動，20世纪30年代起与日本駐蒙軍合作，在中華民國大陸時期的察哈尔省、绥远省等地建立了蒙疆联合自治政府，并担任要职，日本投降後投靠国民党。於國共內戰末期組織蒙古自治政府，失敗後逃往蒙古人民共和國，後被遣返，中華人民共和國將其作为蒙疆首要战犯。

## 生平

### 早年
德王1902年2月8日出生於內蒙古，是錫林郭勒盟蘇尼特右旗人，1908年襲爵札薩克多羅杜稜郡王。1913年北洋政府授為札薩克和碩杜稜親王。1919年執掌旗政。他熟悉儒家经书，是位有造诣的书法家。1924年任錫林郭勒盟副盟長、察哈尔省政府委员。1925年2月，任善後會議委員，1927年出任參議院參政。1931年继任錫林郭勒盟盟長。

### 內蒙古自治運動
德王主張推動泛蒙古主義，指導內蒙古獨立運動，曾經鼓吹民族自決及自治運動。九一八事變後，德王與日本軍方面連絡，與雲王（乌兰察布盟盟长云端旺楚克）等王公於1933年組織內蒙古王公會議，並且向國民政府要求自治。
1934年4月，「蒙古地方自治政務委員會」（簡稱「蒙政會」）在乌兰察布盟百灵庙宣告成立:377。经南京國民政府批准，德王任秘书长，实际主持政务。11月7日，蔣介石在綏遠會見榮王、德王、潘王等蒙古族要人與黨政人員，並對各主席和邊外將領指導一切:364。德王盛讚蔣是200餘年來第一位來蒙邊巡視之國家最高領袖:416。
1936年，德王出任察哈爾蒙政會副委員長，在日本关东军支持下成立「蒙古軍政府」，任总司令、总裁，日本人山内豊紀出任顾问。11月24日，傅作义调派国民革命军第三十五军主力攻克蒙古军政府第七师驻守的百灵庙，是为“绥远抗战”。
1937年1月18日，德穆楚克棟魯普自稱「蒙古政治委員會主席」，令各旗限期遣壯丁入伍:5342。1月20日，日軍開始運送大量汽油、煤油、武器等軍用品，送至蒙古軍政府主席德王駐地嘉卜寺（今化德縣縣城）:5346。1月28日，日機飛興和、集寧、原陽一帶偵察；蒙古軍德王率部移至化德，李守信部移至尚義，王英部移至商都:5352。2月5日，德王任「蒙軍總司令」，日本促其進攻綏東興和、紅格爾等地；日本特務機關長田中在嘉卜寺召開軍事會議，討論攻綏計劃:5358。3月26日，德王在嘉卜寺成立「察哈爾錫林郭勒盟軍政委員會」，自兼委員長:5392。4月10日，「蒙古軍政會議」在嘉卜寺舉行，日本軍官、顧問、指導等多人及將領等出席，會議決議決不放棄察北六縣，並擬切斷山西、綏遠之聯繫:5401。4月16日，察北軍向綏東推進，德王部抵尚義，穆克登寶部抵商都，包悅卿部抵張北:5404。4月25日，日軍唆使蒙古軍進犯綏遠:5411。5月6日，日本關東軍司令官植田謙吉大將飛嘉卜寺，與德王及吳鶴齡、李守信等會晤，策劃綏蒙邊境軍事；決訓練蒙旗保安隊兩大隊，合計兩萬餘人，由德王任總隊長，卓什海、包悅卿兩人任大隊長:5420。6月12日，察北軍一律改稱蒙古軍，德王任總司令，李守信任副總司令兼參謀長:5444。

### 蒙疆聯合自治政府

蒙疆联合自治政府办公厅旧址，拍摄于2016年7月，河北省张家口市。该建筑具有典型蒙古式建筑风格，在张家口市被俗称为蒙古房子。

1937年七七事变后，日本关东军很快就控制华北和内蒙古之间的平绥铁路，10月17日占领包头。德王、李守信等人投向日本人，出任自治政府首脑。蒙古聯盟自治政府成立後，德王出任副主席，1938年出任主席，后合併察南自治政府及晉北自治政府而成立蒙疆联合自治政府，領有巴彥塔拉（今乌兰察布大部和呼包二市周邊地區）、察哈尔（今锡林郭勒南部）、锡林郭勒、烏蘭察布（今阴山以北到戈壁的牧区）、伊克昭（今鄂尔多斯）等五個盟與晋北（大同市）察南（张家口市）兩政廳。联合政府的首都设于张家口。
1939年末，因日本的高压统治，德王通过戴笠同重庆政府取得了联系。蒋介石勉励他留在内蒙古同日本人维持表面上的合作。随后由于国民党特工人员被日本宪兵队捕获，德王、李守信只好向日军坦白，日本人鉴于德王的声望以及维护蒙古地区的稳定，未予深究。1941年8月4日，蒙疆成为汪精卫政权下享受自治的蒙古自治邦。

### 西蒙自治运动

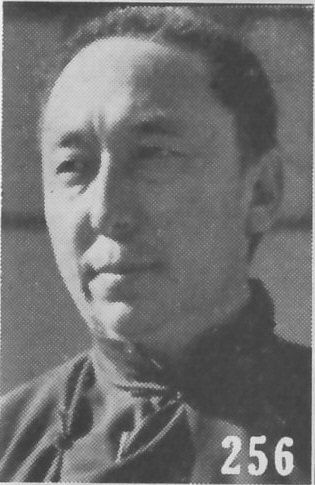
《最新支那要人傳》中的德王

1945年隨著日本投降，蒙古自治邦解散，德王的政治活动受到限制，一直寓居北平。1949年1月1日，錫林郭勒盟之德穆楚克棟魯普（德王）由北平抵南京；1月20日，由蔣介石加予德王“阿莽倉佛輔教宏覺禪師”名號:8767。在第二次國共內戰后期，1949年初北平被解放军占领前夕，德王假道兰州去了阿拉善旗定远营（今阿拉善左旗巴彦浩特镇），联合阿拉善旗扎萨克亲王达理扎雅等当地上层人士在中国局势即将发生剧变之时发起蒙古自治。1949年4月13日召开会议，成立了蒙古自治筹备委员会，德王任副委员长。之后德王和乌兰察布盟盟长林沁僧格前往广州，向中華民國政府请愿，寻求承认、支持和资助。被国民政府李宗仁、阎锡山、白云梯等人敷衍之后，德王召集了一些旧部回到定远营。8月10日组成蒙古自治政府，德王任主席，达理扎雅任副主席，并向廣州的中華民國政府发出了自治通电。9月20日，因解放军逼近银川，德王、李守信等逃往阿拉善旗西北部拐子湖一带，成立蒙古军总司令部。德王逃走后，达理扎雅将蒙古自治政府留下的人员改组为西蒙自治政府，自任主席；10月中旬，宣布撤消西蒙自治政府，和平归附中华人民共和国。1950年初，得到蒙古人民革命党的邀请和保证后，德王、李守信出走蒙古人民共和國，但不久便被蒙方逮捕审讯並转送至中華人民共和國。

### 晚年
德王作为蒙疆首要战犯被中华人民共和国政府關押，1950年被囚禁於張家口。1963年被特赦釋放，並恢復政治權利。他被聘为内蒙古自治区文史研究馆馆员，曾主持编成《二十八卷本词典》（以蒙文編寫），著有晚年回忆录《德穆楚克栋鲁普自述》。1966年5月23日在内蒙古自治区呼和浩特病故。

## 家庭
- 父：那木济勒旺楚克
- 母：索达那木朝（那木济勒旺楚克的第四夫人）
- 第一任夫人：色布吉德玛
  - 长子：都固尔苏隆
- 第二任夫人：额仁钦朝
  - 女儿：巴图那顺
  - 子：嘎拉僧吉格米德
  - 子：敖其尔巴图
  - 子：敖其尔胡雅嘎
  - 子：敖其尔赛和雅